# Primetime Emmy Award du meilleur acteur invité dans une série télévisée dramatique
Pour les articles homonymes, voir Emmy du meilleur acteur invité.

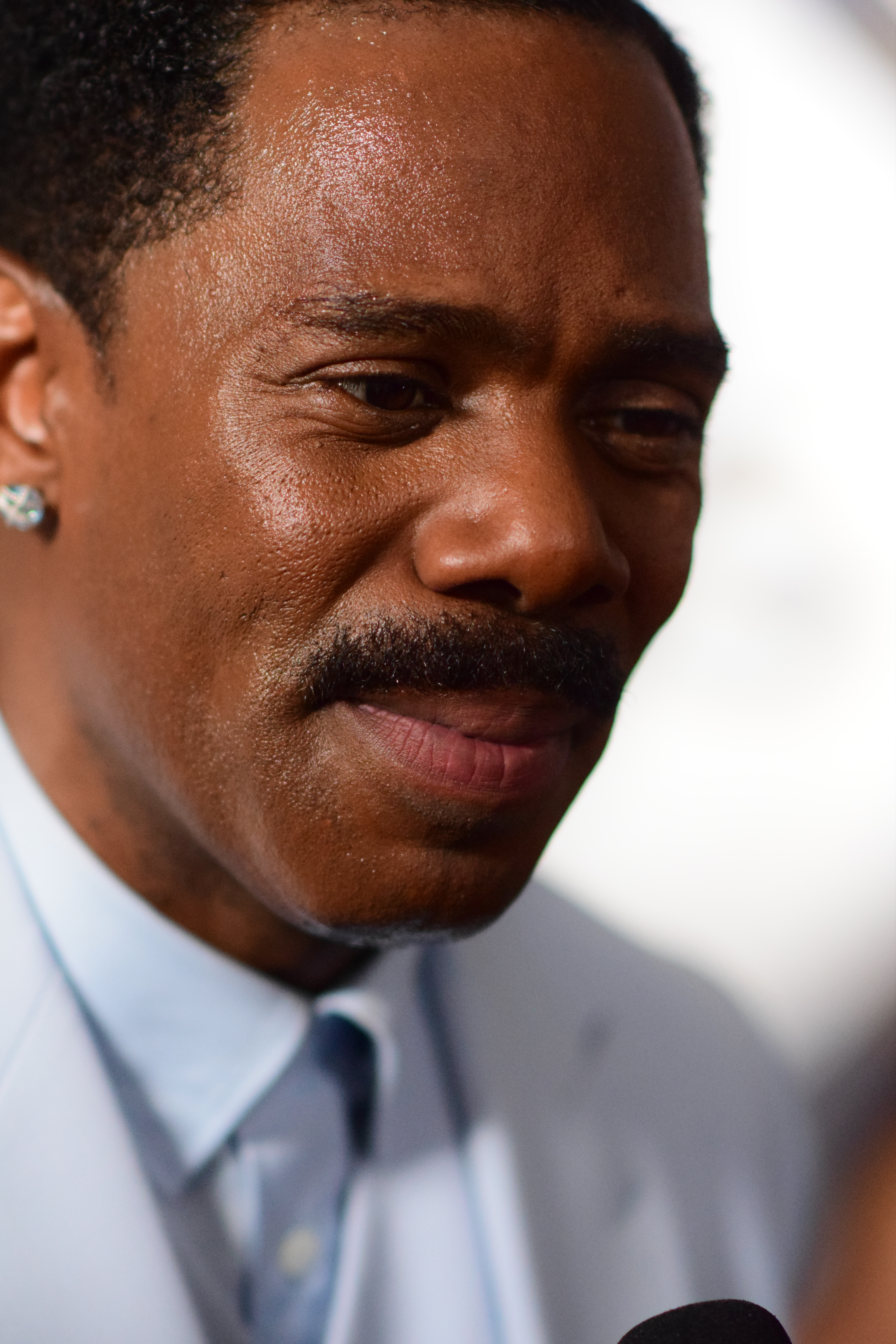
Lauréat 2022 : Colman Domingo

Le Primetime Emmy Award du meilleur acteur invité dans une série dramatique (Primetime Emmy Award for Outstanding Guest Actor in a Drama Series)  est une récompense de télévision remise depuis 1986 au cours de la cérémonie annuelle des Creative Primetime Emmy Awards.
De 1986 à 1988, la catégorie récompensait indifféremment des hommes et les femmes, sous le nom de « meilleur invité dans une série dramatique » (Outstanding Guest Performer in a Drama Series). À partir de 1989, deux catégories sont créées : « meilleur acteur invité dans une série dramatique » (Outstanding Guest Actor in a Drama Series) et « meilleure actrice invitée dans une série dramatique » (Outstanding Guest Actress in a Drama Series).

## Palmarès
Note : L'année indiquée est celle de la cérémonie. Les lauréats sont indiquées en tête de chaque catégorie et en caractères gras.

### Années 1980
- 1986 : John Lithgow pour son rôle de John Walters dans Histoires fantastiques (Amazing Stories)
- 1987  : Alfre Woodard pour son rôle d'Adrain Moore dans La Loi de Los Angeles (L.A. Law)[1]
- 1988 : Shirley Knight pour son rôle de Ruth Murdoch       dans Génération Pub (Thirtysomething)[1]
- 1989 : Joe Spano pour le rôle de John Saringo dans Jack Killian, l'homme au micro (Midnight Caller)

### Années 1990
- 1990 : Patrick McGoohan pour le rôle d'Oscar Finch dans Columbo
- 1991 : David Opatoshu pour le rôle de Max Goldstein       dans Gabriel Bird (Gabriel's Fire)
- 1992 : aucune récompense
- 1993 : Laurence Fishburne pour le rôle de Martin       dans TriBeCa
- 1994 : Richard Kiley pour le rôle de Hayden Langston       dans Un drôle de shérif (Picket Fences)
- 1995 : Paul Winfield pour le rôle du Juge Harold Nance dans Un drôle de shérif (Picket Fences)
- 1996 : Peter Boyle pour son rôle de Clyde Bruckman  dans X-Files : Aux frontières du réel (The X-Files)
- 1997 : Pruitt Taylor Vince pour le rôle de Clifford Banks       dans Murder One
- 1998 : John Larroquette pour le rôle de Joey Heric       dans The Practice : Bobby Donnell et Associés (The Practice)
- 1999 : Edward Herrmann pour le rôle d'Anderson Pearson       dans The Practice : Bobby Donnell et Associés (The Practice)

### Années 2000
- 2000 : James Whitmore pour le rôle de Raymond Oz dans The Practice : Bobby Donnell et Associés (The Practice)
  - Alan Alda pour le rôle du Dr Gabriel Lawrence dans Urgences (ER)
  - Paul Dooley pour le rôle du Juge Philip Swackheim dans The Practice : Bobby Donnell et Associés (The Practice)
  - Kirk Douglas pour le rôle de Ross Burger dans Les Anges du bonheur (Touched by an Angel)
  - Henry Winkler pour le rôle du Dr Henry Olson dans The Practice : Bobby Donnell et Associés (The Practice)

- 2001 : Michael Emerson pour le rôle de William Hinks dans The Practice : Bobby Donnell et Associés (The Practice)
  - René Auberjonois pour le rôle du Juge F. Mantz dans The Practice : Bobby Donnell et Associés (The Practice)
  - James Cromwell pour le rôle de l'Évêque Stewart dans Urgences (ER)
  - Patrick Dempsey pour le rôle d'Aaron Brooks dans Deuxième chance (Once and Again)
  - Oliver Platt pour le rôle d'Oliver Babish dans À la Maison-Blanche (The West Wing)

- 2002 : Charles S. Dutton pour le rôle de Leonard Marshall dans The Practice : Bobby Donnell et Associés (The Practice)
  - Mark Harmon pour le rôle de l'Agent Spécial Simon Donovan dans À la Maison-Blanche (The West Wing)
  - John Larroquette pour le rôle Joey Heric dans The Practice : Bobby Donnell et Associés (The Practice)
  - Tim Matheson pour le rôle du Vice-Président John Hoynes dans À la Maison-Blanche (The West Wing)
  - Ron Silver pour le rôle de Bruno Gianelli dans À la Maison-Blanche (The West Wing)

- 2003 : Charles S. Dutton pour le rôle de Chet Collins dans FBI : Portés disparus (Without a Trace)
  - Don Cheadle pour le rôle de Paul Nathan dans Urgences (ER)
  - James Cromwell pour le rôle de George Sibley dans Six Feet Under (Six Feet Under)
  - Tim Matheson pour le rôle du Vice-Président John Hoynes dans À la Maison-Blanche (The West Wing)
  - Matthew Perry pour le rôle de Joe Quincy dans À la Maison-Blanche (The West Wing)
  - James Whitmore pour le rôle de l'ancien Gouverneur William Sterling Sr. dans Mister Sterling

- 2004 : William Shatner pour le rôle de Denny Crane dans The Practice : Bobby Donnell et Associés (The Practice)
  - James Earl Jones pour le rôle de Will Cleveland dans Everwood
  - Martin Landau pour le rôle de Frank Malone dans FBI : Portés disparus (Without a Trace)
  - Bob Newhart pour le rôle de Ben Hollander dans Urgences (ER)
  - Matthew Perry pour le rôle de Joe Quincy dans À la Maison-Blanche (The West Wing)

- 2005 : Ray Liotta pour le rôle de Charlie Metcalf dans Urgences (ER)
  - Red Buttons pour le rôle de Jules 'Ruby' Rubadoux dans Urgences (ER)
  - Ossie Davis pour le rôle de Melvin Porter dans The L Word
  - Charles Durning pour le rôle du Caporal Ernie Yost dans NCIS : Enquêtes spéciales (NCIS)
  - Martin Landau pour le rôle de Frank Malone dans FBI : Portés disparus (Without a Trace)

- 2006 : Christian Clemenson pour le rôle de Jerry Espenson dans Boston Justice (Boston Legal)
  - Kyle Chandler pour le rôle de Dylan Young dans Grey's Anatomy
  - Henry Ian Cusick pour le rôle de Desmond Hume dans Lost : Les Disparus (Lost)
  - Michael J. Fox pour le rôle de Daniel Post dans Boston Justice (Boston Legal)
  - James Woods pour le rôle du Dr Nate Lennox dans Urgences (ER)

- 2007 : John Goodman pour le rôle du Juge Robert Bebe dans Studio 60 on the Sunset Strip
  - Christian Clemenson pour le rôle de Jerry Espenson dans Boston Justice (Boston Legal)
  - Timothy Daly pour le rôle de J.T. Dolan dans Les Soprano (The Sopranos)
  - David Morse pour le rôle de Michael Tritter dans Dr House (House)
  - Eli Wallach pour le rôle d'Eli Weinraub       dans Studio 60 on the Sunset Strip
  - Forest Whitaker pour le rôle de Curtis Ames dans Urgences (ER)

- 2008 : Glynn Turman pour le rôle d'Alex Sr. dans En analyse (In Treatment)
  - Charles Durning pour le rôle de John Gavin Sr. dans Rescue Me : Les Héros du 11 septembre (Rescue Me)
  - Robert Morse pour le rôle de Bertram Cooper dans Mad Men
  - Oliver Platt pour le rôle de Freddie Prune dans Nip/Tuck
  - Stanley Tucci pour le rôle du Dr Kevin Moretti dans Urgences (ER)
  - Robin Williams pour le rôle de Merritt Rook dans New York, unité spéciale (Law & Order: Special Victims Unit)

- 2009 : Michael J. Fox pour le rôle de Dwight dans Rescue Me : Les Héros du 11 septembre (Rescue Me)
  - Edward Asner pour le rôle d'Abraham Klein dans Les Experts : Manhattan (CSI: NY)
  - Ernest Borgnine pour le rôle de Paul Manning dans Urgences (ER)
  - Ted Danson pour le rôle d'Arthur Frobisher dans Damages
  - Jimmy Smits pour le rôle de Miguel Prado dans Dexter

### Années 2010
- 2010 : John Lithgow pour le rôle de Arthur Mitchell dans Dexter
  - Dylan Baker pour le rôle de Colin Sweeney dans The Good Wife
  - Beau Bridges pour le rôle du Détective George Andrews dans The Closer : L.A. enquêtes prioritaires (The Closer)
  - Ted Danson pour le rôle d'Arthur Frobisher dans Damages
  - Gregory Itzin pour le rôle de Président Charles Logan dans 24 heures chrono (24)
  - Robert Morse pour le rôle de Bertram Cooper dans Mad Men
  - Alan Cumming pour le rôle d'Eli Gold dans The Good Wife

- 2011 : Paul McCrane pour le rôle de Josh Peytdans dans l'épisode With Friends Like These de La Loi selon Harry (Harry's Law)
  - Beau Bridges pour le rôle de Nick Brody dans l'épisode Brody de Brothers and Sisters
  - Jeremy Davies pour le rôle de Dickie Bennett dans l'épisode Reckoning de Justified
  - Bruce Dern pour le rôle de Frank Harlow dans l'épisode D.I.V.O.R.C.E. de Big Love
  - Michael J. Fox pour le rôle de Louis Canning dans l'épisode Real Deal de The Good Wife
  - Robert Morse pour le rôle de Bertram Cooper  dans l'épisode Blowing Smoke de Mad Men

- 2012 : Jeremy Davies pour le rôle de Dickie Bennet dans Justified
  - Dylan Baker pour le rôle de Colin Sweeney dans The Good Wife
  - Ben Feldman pour le rôle de Michael Ginsberg dans Mad Men
  - Michael J. Fox pour le rôle de Louis Canning dans The Good Wife
  - Mark Margolis pour le rôle de Héctor Salamanca dans Breaking Bad
  - Jason Ritter pour le rôle de Mark Cyr dans Parenthood

- 2013 : Dan Bucatinsky pour le rôle de James Novack dans Scandal
  - Michael J. Fox pour le rôle de Louis Canning dans The Good Wife
  - Rupert Friend pour le rôle de Peter Quinn dans Homeland
  - Harry Hamlin pour le rôle de Jim Cutler dans Mad Men
  - Nathan Lane pour le rôle de Clarke Hayden dans The Good Wife
  - Robert Morse pour le rôle de Bertram Cooper dans Mad Men

- 2014 : Joe Morton pour le rôle de Rowan Pope dans Scandal
  - Dylan Baker pour le rôle de Colin Sweeney dans The Good Wife
  - Beau Bridges pour le rôle de Provost Barton Scully dans Masters of Sex
  - Reg E. Cathey pour le rôle de Freddy Hayes dans House of Cards
  - Paul Giamatti pour le rôle d'Harold Levinson dans Downton Abbey
  - Robert Morse pour le rôle de Bert Cooper dans Mad Men

- 2015 : Reg E. Cathey pour le rôle de Freddy Hayes dans House of Cards
  - F. Murray Abraham pour le rôle de Dar Adal dans Homeland
  - Alan Alda pour le rôle d'Alan Fitch dans The Blacklist
  - Beau Bridges pour le rôle de Provost Barton Scully dans Masters of Sex
  - Michael J. Fox pour le rôle de Louis Canning dans The Good Wife
  - Pablo Schreiber pour le rôle de George Mendez dans Orange Is the New Black

- 2016 : Hank Azaria pour le rôle de Ed Cochran dans Ray Donovan
  - Mahershala Ali pour le rôle de Remy Danton dans House of Cards
  - Reg E. Cathey pour le rôle de Freddy Hayes dans House of Cards
  - Michael J. Fox pour le rôle de Louis Canning dans The Good Wife
  - Paul Sparks pour le rôle de Thomas Yates dans House of Cards
  - Max von Sydow pour le rôle de la Corneille à trois yeux dans Game of Thrones

- 2017 : Gerald McRaney pour le rôle de Dr Nathan Katowski dans This Is Us
  - Hank Azaria pour le rôle d'Ed Cochran dans Ray Donovan
  - Brian Tyree Henry pour le rôle de Ricky dans This Is Us
  - Ben Mendelsohn pour le rôle de Danny Rayburn dans Bloodline
  - Denis O'Hare pour le rôle de Jessie dans This Is Us
  - B. D. Wong pour le rôle de Whiterose dans Mr. Robot

- 2018 : Ron Cephas Jones pour le rôle de William Hill dans This Is Us
  - F. Murray Abraham pour le rôle de Dar Adal dans Homeland
  - Cameron Britton pour le rôle d'Edmund Kemper dans Mindhunter
  - Matthew Goode pour le rôle d'Antony Armstrong-Jones dans The Crown
  - Gerald McRaney pour le rôle du Dr Nathan Katowski dans This Is Us
  - Jimmi Simpson pour le rôle de William dans Westworld

- 2019 : Bradley Whitford pour le rôle de Joseph Lawrence dans The Handmaid's Tale : La Servante écarlate
  - Michael Angarano pour le rôle de Nick Pearson dans This Is Us
  - Ron Cephas Jones pour le rôle de William dans This Is Us
  - Michael McKean pour le rôle de Chuck McGill dans Better Call Saul
  - Kumail Nanjiani pour le rôle de Samir Wassan dans The Twilight Zone
  - Glynn Turman pour le rôle de Nate Lahey, Sr. dans Murder

### Années 2020
- 2020 : Ron Cephas Jones pour le rôle de William Hill dans This Is Us
  - Jason Bateman pour le rôle de Terry Maitland dans The Outsider
  - James Cromwell pour le rôle d'Ewan Roy dans Succession
  - Giancarlo Esposito pour le rôle de Moff Gideon dans The Mandalorian
  - Andrew Scott pour le rôle de Chris Gillhaney dans Black Mirror
  - Martin Short pour le rôle de Dick Lundy dans The Morning Show

- 2021 : Courtney B. Vance pour le rôle de George Freeman dans Lovecraft Country
  - Charles Dance pour le rôle de Lord Mountbatten dans The Crown
  - Don Cheadle pour le rôle de James Rhodes / War Machine dans Falcon et le Soldat de l'hiver
  - Timothy Olyphant pour le rôle de Cobb Vanth dans The Mandalorian
  - Carl Weathers pour le rôle de Greef Karga dans The Mandalorian
- 2022 : Colman Domingo pour le rôle d'Ali dans Euphoria
  - Adrien Brody pour le rôle de Joseh Aaronson dans Succession
  - James Cromwell pour le rôle de Ewan Roy dans Succession
  - Arian Moayed pour le rôle de Stewy Hosseini dans Succession
  - Tom Pelphrey pour le rôle de Ben Davis dans Ozark
  - Alexander Skarsgård pour le rôle de Lukas Matsson dans Succession
- 2023 : Nick Offerman pour le rôle de Bill dans The Last of Us
  - Murray Bartlett pour le rôle de Frank dans The Last of Us
  - James Cromwell pour le rôle d'Ewan Roy dans Succession
  - Lamar Johnson pour le rôle d'Henry dans The Last of Us
  - Arian Moayed pour le rôle de Stewy Hosseini dans Succession
  - Keivonn Montreal Woodard pour le rôle de Sam dans The Last of Us

## Récompenses et nominations multiples

### Nominations multiples
7 : Michael J. Fox
5 : Beau Bridges et Robert Morse
4 : Charles Durning
3 : Dylan Baker, Reg E. Cathey, James Cromwell, Charles S. Dutton, Harold Gould et Ron Cephas Jones
2 :  Alan Alda, Hank Azaria, Bill Bixby, Christian Clemenson, Ted Danson, Jeremy Davies, Will Geer, Louis Gossett Jr., John Glover, Michael Jeter, James Earl Jones, Richard Kiley, Martin Landau, John Larroquette, John Lithgow, Tim Matheson, Patrick McGoohan, Oliver Platt, Matthew Perry, Robert Reed, James Whitmore et Robin Williams

### Récompenses multiples
2 : Charles S. Dutton, Ron Cephas Jones, John Lithgow et Patrick McGoohan